# قصة الحي الغربي (فلم 1961)
قصة الحي الغربي (بالإنجليزية: West Side Story) فيلم موسيقي أمريكي صدر عام 1961 حاز على 10 جوائز أوسكار من أصل 11 ترشيحا. من ضمنها جائزة الأوسكار لأفضل فيلم وأفضل ممثل ثانوي وأفضل ممثلة ثانوية وأفضل تصميم أزياء وأفضل موسيقى تصويري، من إخراج روبرت وايز، يستند الفيلم على معالجة لمسرحية شكسبير (روميو وجولييت) وتقع أحداثه في أحياء نيويورك القديمة حيث تدور مواجهات بين مهاجرين من أمريكا الجنوبية وسكان الحي الأصليين، وتترجم أغنيات الفيلم مشاعر الكراهية والرفض لكل فريق للآخر، لكن هناك قصة حب تنمو في هذا الصراع.

## وصلات خارجية
- الموقع الرسمي (بالإنجليزية)
- مقالات تستعمل روابط فنية بلا صلة مع ويكي بيانات